# Receptor
Receptor är inom cellbiologin en del av cellen som har till funktion att fånga upp och vidarebefordra signaler (retningar) i till exempel en nervcells omgivning. Mängden receptorer av en viss typ är delvis ärftligt, men påverkas också av yttre omständigheter. Receptorer binder tre stora grupper nämligen signalsubstanser, steroider, gaser, och peptider till sig, men det finns också receptorer för till exempel virus, doftmolekyler, och sköldkörtelhormoner.
Receptorer är proteinmolekyler som kan binda en mindre molekyl (ligand) och som svar på det överföra någon form av signal till cellens inre. Detta kan ske på olika sätt, ofta genom att stimulera produktionen av sekundära budbärarmolekyler (till exempel cykliskt AMP, cAMP). Resultatet av signaleringen beror på vilken receptortyp som aktiveras, samt vilken ligand som bundit. De flesta receptorer är mycket specifika för vilken ligand de kan binda, till exempel kan insulinreceptorn inte binda någon annan ligand än just insulin.
Receptorernas aktivitet kan förändras till följd av den synaptiska plasticiteten eller av receptoraktivitetsmodifierande proteiner.

## Typer av receptorer
Receptorer kan antingen vara transmembranproteiner som spänner genom plasmamembranet från cellytan, eller fria nukleära hormonreceptorer (kärnreceptorer). Den primära skillnaden mellan dessa två huvudtyper ligger i att transmembrana receptorer endast binder vattenlösliga ligander, medan en hormonreceptor oftast binder fettlösliga steroidhormoner. Gasoreceptorer binder gasformiga lösta ämnen såsom eten, kväveoxid eller kolmonoxid. Gasoreceptorer kan vara både cytoplasmatiska eller membranenzymer och transkriptionsfaktorer.
Aktiveringen av en transmembran receptor skiljer sig åt mellan olika typer, men i regel kommer liganden att alstra en strukturförändring i receptorn som fortplantar sig genom molekylen till den intracellulära sidan. Intracellulärt fortplantas signalen ofta via så kallade sekundära budbärare (till exempel cykliskt AMP eller kalciumjoner, som i sin tur kan binda till ett kinas).
Transmembrana receptorer kan indelas ytterligare i två typer, jonotropiska och metabotropiska, som i sin tur kan indelas vidare efter vilken ligand de binder.

### Jonotropiska receptorer

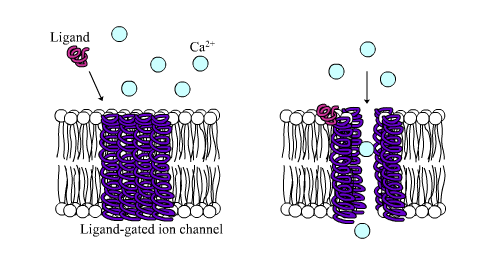
Exempel på en jonotrop receptor, där ligandbindning medför att Ca^{2+}-joner kan strömma över membranet.

En jonotropisk receptor består dels av en del där molekyler av en speciell signalsubstans kan fästa och en del som fungerar som en kanal som kan öppnas och släppa in joner in i neuronen. Dessa joner ändrar spänningsnivån i neuronen och på detta sätt kan en aktionspotential startas eller hindras från att startas. 
Exempel på jonotropiska receptorer: subtyp (ligand)
- Glycinreceptorer: (glycin, stryknin)
- Glutamatreceptorer: NMDA-receptorn, kainatreceptor, AMPA-receptorn (glutamat)
- GABA-receptorer: GABA-A, GABA-c (GABA)
- Nikotinerga acetylkolinreceptorer: (nikotin, acetylkolin)

### Metabotropiska receptorer
En metabotropisk receptor har ingen kanal för att släppa in joner utan kan påverka närliggande jonkanaler eller påverka neuronens metaboliska aktivitet. På samma sätt som en jonotropisk receptor påverkas av signalsubstanser som fäster på den aktiveras även en metabotropisk receptor av signalsubstanser. Vid aktivering kan en av två saker inträffa:
- Ett meddelandeprotein frigörs och fäster på en närliggande jonkanal och öppnar eller stänger denna.
- Ett meddelandeprotein frigörs och binder till ett enzym som då i sin tur påverkar antingen en närliggande jonkanal eller aktiverar DNA i cellen som startar tillverkning av ett protein.

G-protein-kopplade receptorer
- Angiotensinreceptor (angiotensin)
- Cannabinoidreceptorer: CBR1, CBR2 (cannabis, endocannabinoider)
- Dopaminreceptorer: D1, D2A, D2B, D3, D4, D5 (dopamin)
- GABA-receptorer: GABA-B (GABA)
- Histaminreceptor (histamin)
- Muskarinerga acetylkolinreceptorer (acetylkolin, muskarin)
- Opioidreceptorer: mu, kappa (morfin, endorfin)
- Serotoninreceptorer: (serotonin)

## Cellgrupper som fungerar som receptorer
Ibland används även termen receptor om cellgrupper som tillsammans bildar en fungerande enhet som har förmågan att reagera på stimuli. Exempel på sådana funktionella cellgrupper är chemoreceptorer, osmoreceptorer, baroreceptorer men även känselreceptorer i huden.